# Cognat-Lyonne
Cognat-Lyonne é uma comuna francesa na região administrativa de Auvérnia-Ródano-Alpes, no departamento Allier. Estende-se por uma área de 12,64 km². Em 2010 a comuna tinha 698 habitantes (densidade: 55,2 hab./km²).